# Hewlett-Packard 9100A

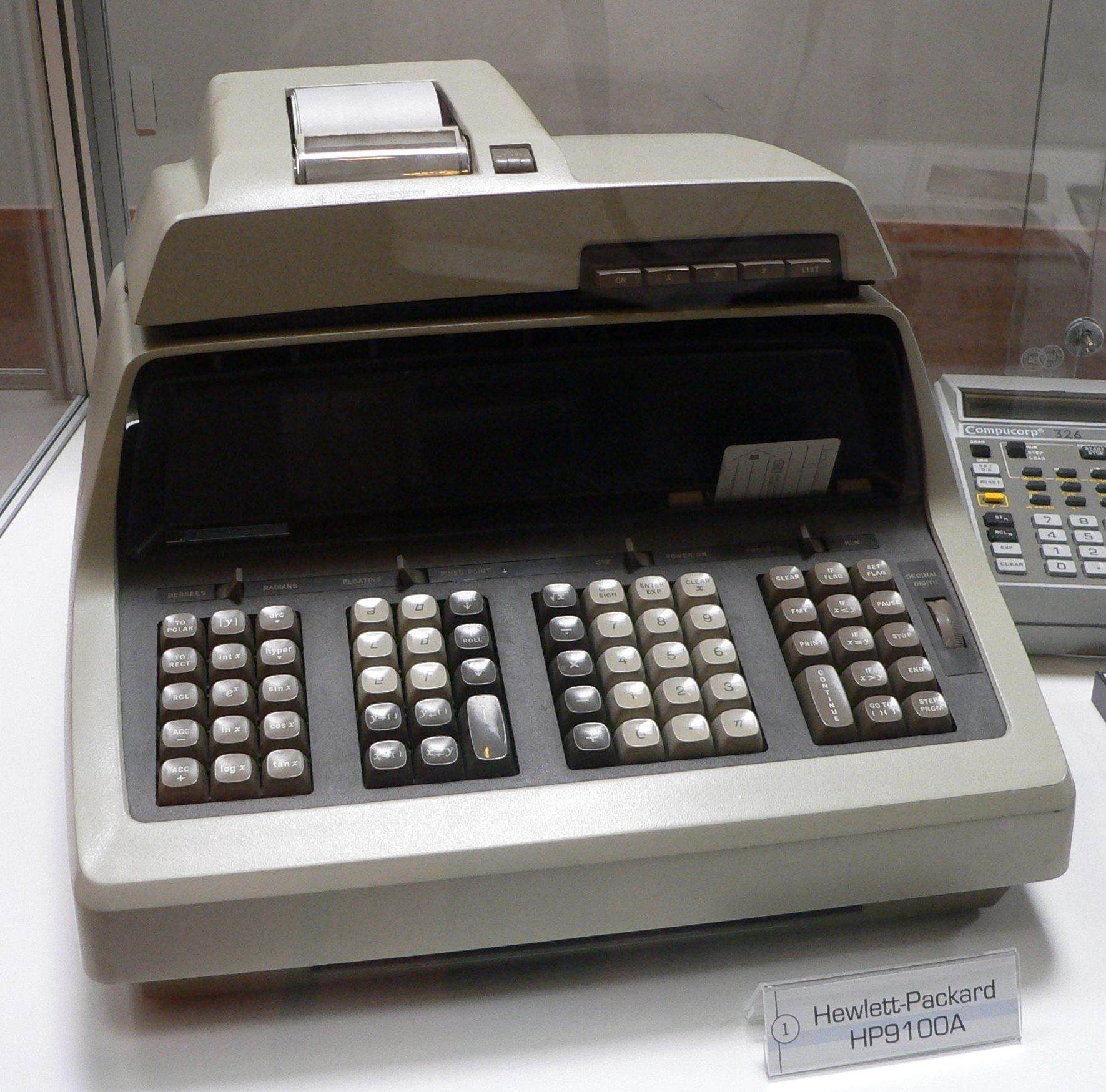
A Hewlett-Packard 9100A közelképe

A Hewlett-Packard 9100A (stilizált jelöléssel hp 9100A) egy korai programozható számológép (vagy számítógép), amely először 1968-ban jelent meg.  A HP-nál asztali számológépnek hívták,  mert, Bill Hewlett szavaivalː „Ha számítógépnek hívtuk volna, az ügyfeleink számítógépes gurui visszautasították volna, mert nem úgy nézett ki, mint egy IBM. Ezért úgy döntöttünk, hogy számológépnek nevezzük, és minden ilyen ostobaság megszűnt.”

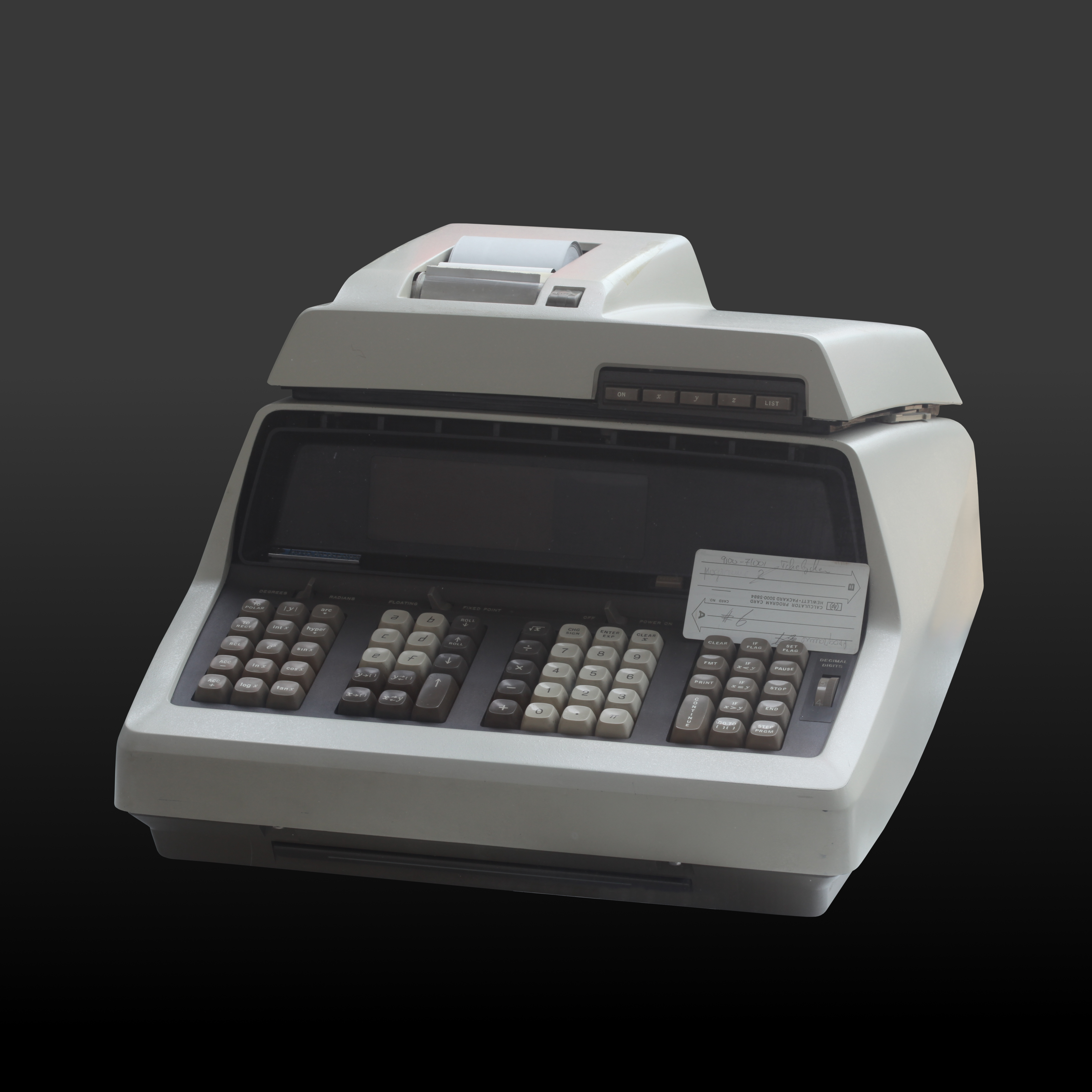
Az új Hewlett-Packard 9100A személyi számítógép („personal computer”) képe egy reklámkiadványon

A 9100A egy 1968-as hirdetése a Science magazinban tartalmazza a személyi számítógép kifejezés egyik legkorábbi dokumentált használatát (a 2000-es év ismeretei szerint).
A 9100B modell a számológép egy bővített változata, ezt 1969 őszén mutatták be. Kapacitása az előző kétszerese, 32 tárolóregiszter és 392 tárolható programlépés áll rendelkezésre. A géphez nyomtató, digitalizáló, rajzgép (plotter), optikai kártyaolvasó, nagy kijelző és írógépcsatoló is csatlakoztatható volt.

## Történet

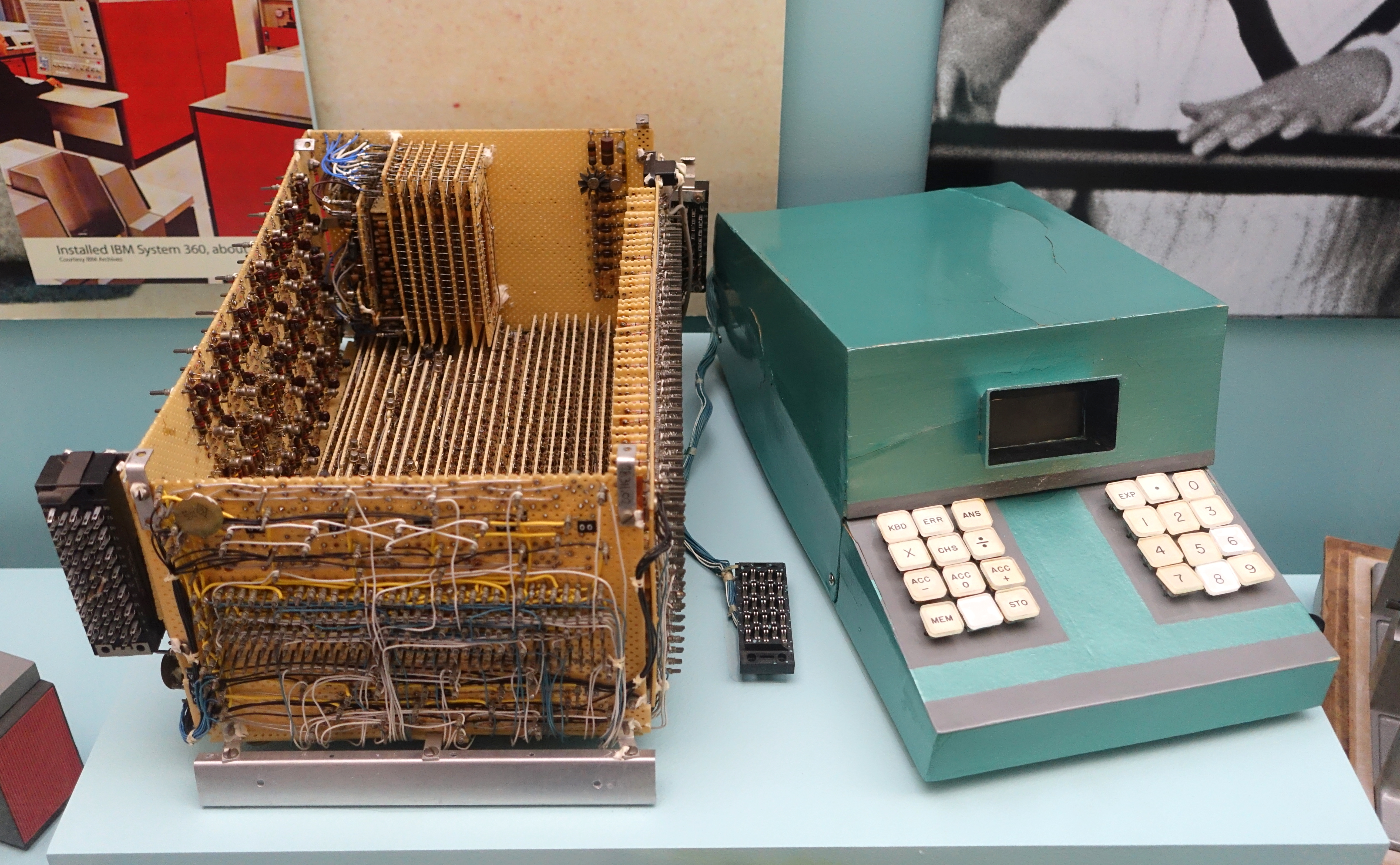
A Thomas E. Osborne által a Hewlett-Packard számára készített prototípus, a National Museum of American History kiállításán

A készülék alapját a Thomas E. Osborne mérnök által 1962–1963 körül készített prototípus képezte, aki később be is lépett a cégbe, amikor a HP úgy döntött, hogy elfogadja a projektet.
A logikai áramkör az akkori idők mérnöki csúcsteljesítménye volt, mivel integrált áramkörök nélkül készült, a CPU összeállítása teljes egészében diszkrét alkatrészekből történt. Az elektronsugaras kijelzővel, mágneskártyás tárolóval és nyomtatóval együtt ára 5000 dollár körül volt (mai értéken kb. 39 000 dollár).
A 9100A volt az első, modern definíció szerinti tudományos számológép, tehát a trigonometrikus, logaritmus (log/ln) és exponenciális függvények számítására képes eszköz, és a kezdete a fordított lengyel jelölésű (RPN) bevitel hosszú időn át történő alkalmazásának a HP számológépeiben.
A Hewlett-Packard céget 900 000 dollár körüli összegű jogdíj fizetésére kötelezték az Olivetti számára, mivel úgy találták, hogy az eszköz architektúrája túlságosan hasonlít a Programma 101 kalkulátoréra, és a benne alkalmazott néhány megoldás, például a mágneskártyás rendszer másolása miatt.

## A HP-9100A jellemzői
- Állandó ferritgyűrűs memória, 196 tárolható programsor és 6 változó számára (A..F)
- Három szintű verem (stack)
- Fordított lengyel jelölés (RPN)
- Komplex, trigonometrikus és hiperbolikus függvények, logaritmusok
- 10−98 és 1099 közötti számtartomány
- Három soros megjelenítés (X, Y, Z regiszterek, egyedi tervezésű kompakt katódsugárcsöves megjelenítő)
- Integrált kártyaolvasó/író a programok tárolásához
- Vezérlési struktúrák (elágazás, címkék, GOTO utasítás)
- Opcionális: nyomtató, plotter, memóriabővítés stb.

## Fordítás
Ez a szócikk részben vagy egészben  a   Hewlett-Packard 9100A című angol Wikipédia-szócikk ezen változatának fordításán alapul.  Az eredeti cikk szerkesztőit annak laptörténete sorolja fel. Ez a jelzés csupán a megfogalmazás eredetét és a szerzői jogokat jelzi, nem szolgál a cikkben szereplő információk forrásmegjelöléseként.